# Conférence des Nations unies sur l'environnement de Stockholm

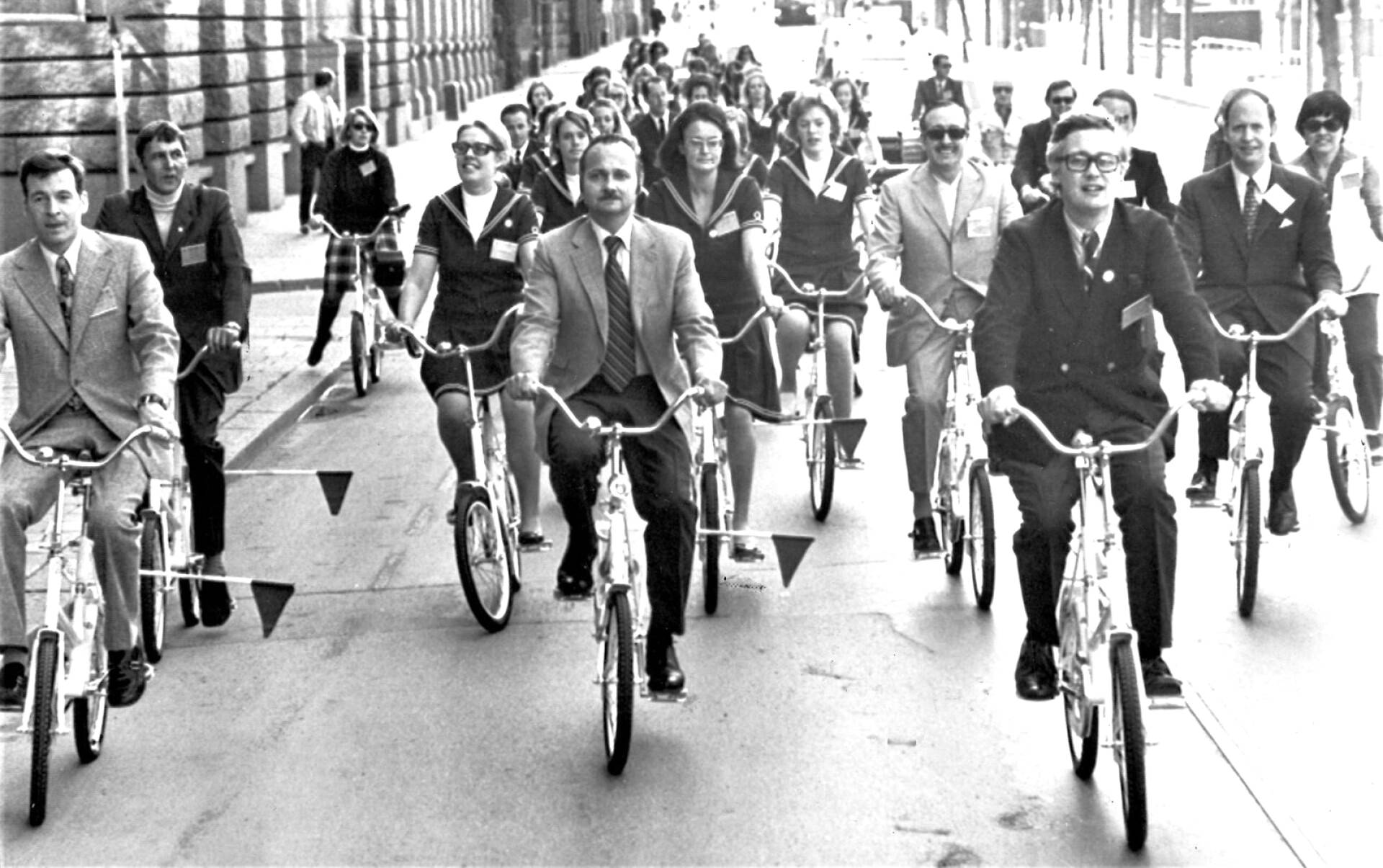
Les membres de la conférence des Nations unies sur l'environnement à vélo dans Stockholm. Au centre Maurice Strong, le président de la conférence.

La Conférence des Nations unies sur l'environnement, aussi connue sous le nom de conférence de Stockholm, est une conférence internationale sur le thème de l'environnement, qui s'est tenue sous l'égide des Nations unies à Stockholm en Suède, du 5 au 16 juin 1972. Elle est la première d'une série de rencontres décennales, les Sommets de la Terre. Tous les pays membres de l'Organisation des Nations unies y sont conviés.
Cette conférence a été préparée par de nombreux rapports dont « Nous n’avons qu’une Terre », rédigé par le biologiste franco-américain René Dubos et l'économiste britannique Barbara Ward. Elle a notamment permis d'établir un lien clair et argumenté entre environnement et développement, et d'établir les bases du Programme des Nations unies pour l'environnement.

## Déroulement et conséquences
Tenue du 5 au 16 juin 1972 par les Nations unies à Stockholm (Suède), cette conférence a placé les questions écologiques au rang de préoccupations internationales.
Finalement, les participants ont adopté une déclaration de vingt-six principes et un vaste plan d'action pour lutter contre la pollution. Ce sommet a donné naissance, entre autres, au Programme des Nations unies pour l'environnement (PNUE).
À cette époque, les dirigeants mondiaux se sont engagés à se rencontrer tous les dix ans pour faire le point sur l'état de la Terre. Pour cette raison, cette conférence a parfois été qualifiée de premier sommet de la Terre.

## Résultats de la conférence
Les résultats de cette conférence sont :
- une déclaration de 26 principes ;
- un plan d’action de 109 recommandations ;
- des objectifs spécifiques ;
- la création du Programme des Nations Unies pour l’environnement (PNUE).

### Déclaration de Stockholm (26 principes)
La Déclaration de Stockholm contient les principes suivants.
Principe 1
La liberté est un droit fondamental pour l'Homme, l'égalité et des conditions de vie satisfaisantes aussi, dans un environnement dont la qualité lui permette de vivre dans la dignité et le bien-être. Il a le devoir de protéger et d'améliorer l'environnement pour les générations actuelles et futures. De ce fait, les politiques qui encouragent le racisme, l'apartheid, la discrimination, les formes coloniales et autres oppression et domination étrangères doivent être éliminées après condamnation.
Principe 2
Les ressources naturelles du globe, y compris l'air, l'eau, la terre, la flore et la faune, et particulièrement les échantillons représentatifs des écosystèmes naturels, doivent être préservés dans l’interêt des générations présentes et à venir par une planification ou une gestion attentive selon que de besoin.
Principe 3
La capacité du globe de produire des ressources renouvelables essentiellement doit être préservée et, partout ou cela est possible, rétablie ou améliorée.
Principe 4
L'Homme a une responsabilité particulière dans la sauvegarde et la sage gestion patrimoine constitué par la flore et la faune sauvage et leur habitat, qui sont aujourd'hui gravement menacés par un concours de facteurs défavorable. La conservation de la nature, et notamment de la flore et de la faune sauvages, doit donc tenir une place importante dans la planification pour le développement économique.
Principe 5
Les ressources non renouvelables du globe doivent être exploitées de telle façon qu'elles ne risquent pas de s'épuiser et que les avantages retirés de leur utilisation soient partagé par toute l'humanité.
Principe 6
Les rejets de matière toxiques ou d'autres matière et les dégagement de chaleur en qualités ou sous des concentrations telles que l'environnement ne puisse plus en neutraliser les effets doivent être interrompus de façon à éviter que les écosystèmes ne subissent des dommages graves ou irréversibles. La lutte légitime des peuples de tous les pays contre la pollution doit être encouragée.
Principe 7
Les États devront prendre toutes les mesures possibles pour empêcher la pollution des mers par des substances qui risquent de mettre en danger la santé de l'homme, de nuire aux ressources biologiques et à la vie des organismes marines marins, de porter atteinte aux agrément naturels ou de nuire à d'autres utilisations légitimes de la mer.
Principe 8
Le développement économique et social est indispensable si l'on veut assurer un environnement propice à l'existence et au travail de l'homme et créer sur la terre des conditions nécessaires à l'amélioration de la qualité de la vie.
Principe 9
Les déficiences de l'environnement imputable à des conditions de sous-développement et à des catastrophes naturelles posent des problèmes graves, et le meilleur moyen d'y remédier est d'accélérer le développement par le transfert d'une aide financière et technique substantielle pour compléter l'effort national des pays en voie de développement et l'assistance fournie en tant que besoin.
Principe 10
Pour les pays en voie de développement, la stabilité des prix et une rémunération adéquate pour les produits de base et les matières premières sont essentielles pour la gestion de l'environnement , les facteurs économiques devant être retenus au même titre que les processus écologiques.
Principe 11
Les politiques nationales d'environnement devraient renforcer le potentiel de progrès actuel et futur des pays en voie de développement, et non l'affaiblir ou faire obstacle à l'instauration de meilleures conditions de vie pour tous. Les États et les organisations internationales devraient prendre les mesures voulues pour s'entendre sur les moyens de parer aux conséquences économiques que peut avoir, au niveau national et international, l'application de mesures de protection de l'environnement.
Principe 12
Il faudrait dégager des ressources pour préserver et améliorer l'environnement, compte tenu de la situation et des besoins particuliers des pays en voie de développement et des dépenses que peut entraîner l'intégration de mesures de préservation de l’environnement dans la planification de leur développement, et aussi de la nécessité de mettre à leur disposition à cette fin, sur leur amande, une assistance internationale supplémentaire, aussi bien technique que financière. 
Principe 13
Afin de rationaliser la gestion de ressources et ainsi d'améliorer l'environnement, les États devraient adopter une conception intégrée et coordonnée de leur planification du développement, de façon que de leur développement soit compatible avec nécessité de protéger et d'améliorer l'environnement dans l’intérêt de leur population.
Principe 14
Une planification rationnelle est un instrument essentiel si l'on veut concilier les impératifs du développement et la nécessité de préserver et d'améliorer l'environnement.
Principe 15
En planifiant les établissements humains et l'urbanisation, il faut veiller à éviter les atteintes à l'environnement et obtenir le maximum d'avantages sociaux, économiques et écologiques pour tous. A cet égard, les projets conçus pour maintenir la domination du colonialisme et du racisme doivent être abandonnés.
Principe 16
Dans les régions ou le taux d'accroissement de la population ou sa concentration excessive sont de nature à exercer une influence défavorable sur l'environnement ou le développement, et dans celles ou la faible densité de population risque d’empêcher toute amélioration de l'environnement et de faire obstacle au développement, il faudrait mettre en œuvre des politiques démographiques qui respectent les droits fondamentaux de l'homme et qui soient jugées adéquates par les gouvernements intéressés.
Principe 17
Il convient que des institutions nationales appropriées soient chargées de planifier, de gérer ou de réglementer l'utilisation des ressources de l'environnement dont disposent les États, en vue d'améliorer la qualité de l'environnement.
Principe 18
Il convient de recourir à la science et la technique, dans le cadre de leur contribution au développement économique et social, pour déceler, éviter ou limiter les dangers qui menacent l'environnement et résoudre les problèmes qu'il pose, et d'une manière générale pour le bien de l'humanité.
Principe 19
Il est essentiel de dispenser un enseignement sur les questions d'environnement aux jeunes génération aussi bien qu'aux adultes, tenant dûment compte des moins favorisés, afin de développer les bases nécessaires pour éclairer l'opinion publique et donner aux individus, aux entreprises et aux collectivités le sens de leurs irresponsabilités en ce qui concerne la protection et l'amélioration de l'environnement dans sa dimension humaine. Il est essentiel aussi que les moyens d'information de masse évitent de contribuer à la dégradation de l'environnement et, au contraire, diffusent des informations de caractère éducatif sur la nécessité de protéger et d'améliorer l'environnement afin de permettre à l'homme de se développer à tous égards.
Principe 20
On devra encourager dans tous les pays, notamment dans les pays en voie de développement, la recherche scientifique et les activités de mise au point technique, dans le contexte des problèmes d'environnement, nationaux et multinationaux. À cet égard, on devrait encourager et faciliter la libre circulation des informations les plus récentes et le transfert des données d'expérience, en vue d'aider à la solution des problèmes d'environnement ; on devra mettre les techniques intéressant l'environnement à la disposition des pays en voie de développement, à des conditions qui en encouragent une large diffusion sans constituer pour eux une charge économique.
Principe 21
Conformément à la charte des Nations unies et aux principes du droit international, les États ont le droit souverain d'exploiter leurs propres ressources selon leur politique d'environnement et ils ont le devoir de faire en sorte que les activités exercées dans les limites de leur juridiction ou sous leur contrôle ne causent pas de dommage à l'environnement dans d'autres États ou dans les régions ne relevant d'aucune juridiction nationale.
Principe 22
Les États doivent coopérer pour développer encore le droit international en ce qui concerne la responsabilité et l'indemnisation des victimes de la pollution et d'autres dommages écologiques que les activités menées dans les limites de la juridiction de ces États ou sous leur contrôle causent à des régions situées au-delà des limites de leur juridiction.
Principe 23
Sans préjudice des critères qui pourront être retenus par la communauté internationale, ni des normes qui devront être définies à l'échelon national, il faudra dans tous les cas tenir compte des échelles de valeurs prévalant dans chaque pays et de l'applicabilité de normes qui sont valables pour les pays les plus avancés mais qui peuvent ne pas être adaptés aux pays en voie de développement, et être pour ces pays d'un coût social injustifié.
Principe 24
Les questions internationales se rapportant à la protection et à l'amélioration de l'environnement devraient abordés dans un esprit de coopération par tous les pays, grands ou petits sur un pied d'égalité. Une coopération par voie d'accords multilatéraux ou bilatéraux ou par d'autres moyens appropriés est indispensable pour limiter efficacement, prévenir, réduire et éliminer les atteintes à l'environnement résultats d'activités exercées dans tous les domaines, et ce dans le respect de la souveraineté et des intérêts de tous les États.
Principe 25
Les États doivent veiller à ce que les organisations internationales jouent un rôle coordonné, efficace et dynamique dans la préservation et l'amélioration de l'environnement.
Principe 26
Il faut épargner à l'Homme et à son environnement les effets des armes nucléaires et tout autre moyen de destruction massive. Les États doivent se forcer d'arriver aux meilleurs délais aux accords pour l'élimination complète de telles armes.

### Plan d’action (109 recommandations)
Le plan d’action est composé des 109 recommandations qui peuvent être consultées dans le rapport de la conférence.
Il s’organise en trois parties :
- Le programme mondial d’évaluation de l’environnement (plan vigie) ;
- Les activités de gestion de l’environnement ;
- Les mesures de soutien.

#### Évaluation de l’environnement
- Évaluation et analyse : il s’agit de fournir les bases voulues pour l’identification des connaissances nécessaires et de déterminer les mesures à prendre.
- Recherche : il s’agit de procurer les types nouveaux de connaissances dont on a expressément besoin pour donner des directives dans le processus d’élaboration des décisions.
- Surveillance : Il s’agit de rassembler certaines données sur des variables déterminées de l’environnement et d’évaluer ces données afin de définir et de prévoir les situations et les tendances importantes dans le domaine de l’environnement.
- Échange d’information : il s’agit d’assurer la diffusion des connaissances dans les milieux scientifiques et techniques et de faire en sorte que les responsables de l’élaboration des décisions à tous les niveaux profitent de meilleures connaissances disponibles sous la forme et au moment appropriées.

#### Gestion de l’environnement
Cette catégorie d’action fait intervenir des fonctions ayant pour objet de faciliter une planification détaillée qui tiennent compte des effets secondaires des activités de l’homme et, par conséquent, de protéger et d’améliorer l’environnement dans l’intérêt des générations actuelles et futures.

#### Mesures de soutien
Cette catégorie concerne les mesures qu’exigent les activités prévues dans les deux autres catégories d’action (évaluation de l’environnement et gestion de l’environnement).
Éducation, formation professionnelle et information : il s’agit de fournir les spécialistes, les professionnels multidisciplinaires et le personnel technique nécessaire et de faciliter l’emploi des connaissances dans le processus d’élaboration des décisions à chaque niveau.

#### Organisation
Financement et autres formes d’assistance.

#### Recommandation n°99
La recommandation n°99 prévoyait l'adoption par la prochaine conférence générale de l'UNESCO du projet de convention pour « la protection du patrimoine mondial naturel et culturel ».

### Objectifs spécifiques
La conférence a adopté trois résolutions supplémentaires :
·        Création de la journée mondiale de l’environnement le 5 juin de chaque année.
·        Condamnation des essais nucléaires, notamment ceux qui se font dans l’atmosphère.
·        Convocation d’une deuxième conférence des Nations unies sur l’environnement.

### Création du Programme des Nations Unies pour l’environnement (PNUE)
La déclaration finale de la Conférence recommande la création d’un conseil d’administration des programmes de l’ONU relatifs à l’environnement. Ce dernier constituera les bases du Programme des Nations unies pour l’Environnement (PNUE).
Officiellement, le PNUE est créé le 15 décembre 1972 par la résolution 2997 lors de la XXVIIe Assemblée générale des Nations unies intitulée Dispositions institutionnelles et financières concernant la coopération internationale dans le domaine de l'environnement.